# Villeneuve-sur-Auvers
Villeneuve-sur-Auvers là một xã ở tỉnh Essonne thuộc vùng Île-de-France miền bắc nước Pháp.
Theo điều tra dân số năm 1999, dân số xã này là 601 người. Ước tính dân số năm 2005 là 631.
Danh xưng cư dân địa phương Villeneuve-sur-Auvers trong tiếng Pháp là Villeneuvois.